# Bat Out of Hell
《Bat Out of Hell》은 미국의 록 가수 미트 로프와 작곡가 짐 스타인먼의 1977년 데뷔 음반이다. 이 작품은 스타인먼이 1974년 워크숍을 위해 쓴 《피터 팬》의 미래형 록 버전인 《네버랜드》라는 뮤지컬에서 개발되었다. 이 음반은 1975년부터 1976년까지 뉴욕주 우드스톡의 베어스빌 스튜디오에서 녹음되었으며, 토드 룬드그렌이 프로듀싱을 맡았으며, 1977년 10월 클리블랜드 인터내셔널/에픽 레코드에 의해 발매되었다. 스타인먼이 리하르트 바그너, 필 스펙터, 브루스 스프링스틴, 더 후를 높이 평가한 것이 이 곡의 음악적 스타일에 영향을 미쳤다. 《Bat Out of Hell》은 두 장의 미트 로프의 후속 음반을 탄생시켰다. 바로 《Bat Out of Hell II: Back into Hell》과 《Bat Out of Hell III: The Monster Is Loose》라고 말했다.
《Bat Out of Hell》은 전 세계적으로 5천만 장 이상이 팔린 역대 최고의 음반 중 하나이다. 미국 음반 산업 협회로부터 14배 플래티넘 인증을 받았다. 2019년 6월 현재 영국 음반 차트에서 522주를 보냈으며, 이는 스튜디오 음반이 운영하는 두 번째로 긴 차트이다. 《롤링 스톤》은 이 음반을 역사상 가장 위대한 음반 500장 중 343위로 선정했다.

## 발매
《Bat Out of Hell》은 1977년 10월 21일, 클리블랜드 인터내셔널 레코드에 의해 발매되었다. 하지만 클리블랜드 인터내셔널 레코드의 모회사인 에픽 레코드에서는 거의 모든 사람들이 그것을 싫어했다. 클리블랜드 인터내셔널 레코드의 수장인 스티브 포포비치는 에픽과 모든 CBS 레코드와 라디오를 탑승시키기 위한 그의 노력을 끈질기게 했다. 1993년, 스타인먼은 이 음반이 "어떤 추세에도 맞지 않는다는 점에서 시간이 없습니다. 지금까지 일어난 일에 관여한 적이 없습니다. 언제든지 해당 레코드를 공개할 수 있으며, 이 레코드는 잘못된 위치에 놓일 수 있습니다."라고 반성했다.

## 반응
| 전문가 평가                   | 전문가 평가 |
| 평가 점수                     | 평가 점수   |
| 출처                          | 점수        |
| ----------------------------- | ----------- |
| AllMusic                      | [ 1 ]       |
| Christgau's Record Guide      | C–          |
| The Rolling Stone Album Guide | [ 11 ]      |

이 음반은 미국에서 즉시 히트하지는 않았지만, 매년 약 20만 장이 팔리고 있으며 미국에서 1,400만 장, 호주에서 170만 장 이상의 음반을 포함하여 전 세계적으로 약 5천만 장이 팔려 including 14 million in the United States 2007년 6월, 34위로 ARIA 차트에 재진입했다. 이 음반은 522주 동안 영국 음반 차트에 머물렀으며, 플리트우드 맥의 《Rumours》와 핑크 플로이드의 《The Dark Side of the Moon》에 이어 영국에서 세 번째로 긴 차트 작성 스튜디오 음반이 되었다.

## 곡 목록
모든 곡들은 짐 스타인먼에 의해 작사/작곡하였다.
| #  | 제목                                         | 재생 시간 |
| -- | -------------------------------------------- | --------- |
| 1. | 〈Bat Out of Hell〉                          | 9:48      |
| 2. | 〈You Took the Words Right Out of My Mouth〉 | 5:04      |
| 3. | 〈Heaven Can Wait〉                          | 4:38      |
| 4. | 〈All Revved Up with No Place to Go〉        | 4:19      |

| #  | 제목 | 재생 시간 |
| -- | --- | --------- |
| 5. | 〈Two Out of Three Ain't Bad〉                                                                                | 5:23      |
| 6. | 〈Paradise by the Dashboard Light - I. Paradise - II. Let Me Sleep on It - III. Praying for the End of Time〉 | 8:28      |
| 7. | 〈For Crying Out Loud〉                                                                                       | 8:45      |

## 인증
| 국가                       | 인증          | 판매량/출하량 |
| -------------------------- | ------------- | ------------- |
| 오스트레일리아 (ARIA)      | 25× 플래티넘  | 1,750,000^    |
| 캐나다 (뮤직 캐나다)       | 2× 다이아몬드 | 2,000,000^    |
| 덴마크 (IFPI Danmark)      | 2× 플래티넘   | 40,000^       |
| 독일 (BVMI)                | 플래티넘      | 500,000^      |
| 네덜란드 (NVPI)            | 플래티넘      | 100,000^      |
| 뉴질랜드 (RMNZ)            | 17× 플래티넘  | 255,000^      |
| 영국 (BPI)                 | 11× 플래티넘  | 3,282,300     |
| 미국 (RIAA)                | 14× 플래티넘  | 14,000,000^   |
| ^출하량을 기반으로 한 인증 |               |               |

## 같이 보기
- 미국에서 가장 많이 팔린 음반 목록
- 영국에서 가장 많이 팔린 음반 목록